# Schaafmachine
Een schaafmachine kan hout schaven, dat is een stukje van het oppervlak weghalen. Daarmee kan ruw hout glad gemaakt worden, of kunnen verweerde of geverfde lagen weggehaald worden. Dat laatste is overigens niet de bedoeling en ook niet aan te bevelen, want door de uiterst harde bestanddelen in het verflaagje worden de schaafbeiteltjes direct bot en daarmee onbruikbaar.
Bij houtbewerking kan gebruikgemaakt worden van een schaafmachine. Deze bestaat in het geval van een vlakbank uit een metalen frame met twee instelbare tafels en een zijgeleider. Met de eerste tafel, ook wel aanvoerblad genoemd, kan men de gewenste diepte instellen. Het tweede blad kan men instellen om ervoor te zorgen dat men het hout strak zonder oneffenheden kan schaven. De zijgeleider is bedoeld om hout haaks te schaven na het vlakken, tevens wordt deze gebruikt om een eventuele sponningbreedte in te stellen. Deze machine is bedoeld om hout te kantrechten, dat wil zeggen vlak en haaks maken. Ook kan men sponningen schaven en verjongen. Deze machines zijn vaak uitgerust met een Zwitserse of parallelbeveiliging. Dit houdt in dat boven de beitels een mechanisme zit dat de beitels constant afschermt.
Er zijn ook handschaafmachines, waarmee een strook van ongeveer 80 mm breed geschaafd kan worden. Meestal kan met een knop ingesteld worden hoeveel weggeschaafd wordt, in de orde van grootte van bijvoorbeeld 0,1 mm tot 3 mm.
Er bestaan diverse schaafmachines:
- Vlakbank
- Vandiktebank
- Freesmachine